# Konrad-Adenauer-Schule (Kriftel)
Die Konrad-Adenauer-Schule ist eine berufliche Schule mi Main-Taunus-Kreis mit Standort in Kriftel. Mit ca. 2.000 Schülern sowie über 100 Bediensteten ist die Konrad-Adenauer-Schule ein Bildungscampus für die Berufsfelder Wirtschaft und Verwaltung, Gesundheit, Ernährung und Hauswirtschaft sowie Körperpflege.

## Bildungsgänge
Die Konrad-Adenauer-Schule bietet berufliche Qualifizierung in den Schulformen und Berufsfeldern:
- Berufsfachschule zum Übergang in Ausbildung (BÜA)
- Zweijährige höhere Berufsfachschule der Fachrichtung Fremdsprachensekretariat
- Fachoberschule
  - Schwerpunkt Gesundheit
  - Schwerpunkt Wirtschaft
    - Fachrichtung Wirtschaft und Verwaltung
    - Fachrichtung Wirtschaftsinformatik
- Berufsschule für die Berufsfelder
  - Ernährung
  - Körperpflege
  - Gesundheit
  - Wirtschaft und Verwaltung

## Geschichte

### Anfänge des Berufsschulunterrichts im Main-Taunus-Kreis 1920–1957
Bereits 1920 wollte man den „Lehrlingen“ neben ihrer betrieblichen Ausbildung zusätzliche Kenntnisse vermitteln. Deshalb sah das in diesem Jahr in Hessen verabschiedete „Gesetz über die Fortbildung von Lehrlingen“ die Gründung von Berufsschulen vor, in denen die jungen Leute während ihrer Arbeitszeit – damals 48 Wochenstunden – unterrichtet werden sollten.
Aus Geldmangel änderte sich jedoch zunächst nichts: Bis in die 1930er Jahre fand Unterricht für Lehrlinge nur abends nach Dienstschluss und am Sonntagvormittag statt. Der Samstag war Arbeitstag.
In 12 der 49 Ortschaften des Kreisgebietes gab es kleine Fortbildungsschulen. Ausschließlich männliche Lehrlinge aller Gewerbe wurden jeweils in einer Klasse gemeinsam unterrichtet.
1938 wurde im Kellereigebäude in Hofheim die Kreisberufsschule des Main-Taunus-Kreises eröffnet. Damals entschied sich der im Jahre 1928 gegründete Main-Taunus-Kreis, der seinen Verwaltungssitz noch in Höchst hatte, für Hofheim als Berufsschulstandort.
Fünf Gewerbelehrer unterrichteten in fünf Räumen 800 Schüler: Schuhmacher, Schreiner, Schmiede, Landwirte, Blechner, ländliche Hausbedienstete und – hier zeigt sich zum ersten Mal der kaufmännische Schwerpunkt der späteren Konrad-Adenauer-Schule – die sogenannten „Verkaufsfräuleins“.
1943 musste die Berufsschule nach fünfjährigem Schulbetrieb schon wieder schließen, weil die meisten Lehrlinge im Zweiten Weltkrieg als Soldaten einberufen wurden. 1948 wurde der Unterricht im Kellereigebäude wieder aufgenommen.

### Neubau in der Brühlwiese 1958
Mitte der 1950er Jahre wurden bereits 1500 Schüler von 20 Lehrkräften unterrichtet. Die Schule und ihre zahlreichen im Kreisgebiet verstreuten Neben- und Zweigstellen platzten aus allen Nähten. Der Main-Taunus-Kreis reagierte und traf eine aus der Sicht der Beruflichen Schulen wichtige Entscheidung. Unter dem Landrat Joseph Wagenbach wurde 1958 – noch vor der Einrichtung eines Gymnasiums – die neue Berufliche Schule in der Gartenstraße in Hofheim eröffnet, die spätere Brühlwiesenschule. Das moderne Gebäude, noch heute mit etwas verändertem Outfit Kernstück der Brühlwiesenschule, wurde zur Vorzeigeschule.
Zu Beginn der 1960er Jahre waren in der kaufmännischen Abteilung bereits acht Diplomhandelslehrer tätig. Die „Verkaufsfräuleins“ hießen jetzt Verkäuferinnen und waren nur noch ein Teil der kaufmännischen Berufsschule. Neben ihnen gab es Industrie-, Großhandels- und Bankkaufleute und erstmals auch Verwaltungsfachangestellte.
Weitere Bausteine der späteren Konrad-Adenauer-Schule waren die Friseurabteilung, die Hauswirtschaftliche Abteilung und die Abteilungen Fleischer und Bäcker sowie die Gesundheitsberufe Arzt-, Zahnarzt- und Apothekenhelferinnen und -helfer.
Zu dem Berufsschulunterricht für die Auszubildenden kamen in den folgenden Jahren Vollzeitschulformen: Höhere Handelsschule, Berufsfachschule, das Berufsvorbereitungsjahr (BVJ), das Berufsgrundbildungsjahr (BGJ) und die Fachoberschule. 1970 wurde das Wirtschaftsgymnasium gegründet, der erste Fachschwerpunkt des heutigen Beruflichen Gymnasiums.

### Gründung der Konrad-Adenauer-Schule 1982 und das Gebäude in Kriftel 1986
1982 wurden die beruflichen Schulen des Main-Taunus-Kreises formell geteilt in eine Schule mit vorwiegend kaufmännischem und eine Schule mit vorwiegend gewerblichem Schwerpunkt.
Als der Platz trotz verschiedener Erweiterungsbauten in Hofheim für die beiden Schulen nicht mehr reichte, wurde der Neubau geplant. Der Standort der neuen Schule sollte ebenso wie die Hofheimer Berufsschule im Zentrum des Kreisgebietes sein. Die Gemeinde Kriftel unterstützte die Neubaupläne von Anfang an. So wurde das heutige Gelände der Konrad-Adenauer-Schule ausgewählt.
Zu Anfang des 20. Jahrhunderts war auf dem Gelände zwischen Hofheim und Kriftel Kies abgebaut worden, der unter anderem für den Bau der späteren A 66 benötigt wurde. Das Gelände der ehemaligen Kiesgrube wurde zum Bauplatz der Konrad-Adenauer-Schule. Da sich an der tiefsten Stelle Wasser sammelte, wurde hier der Teich angelegt. Zur Einweihung des neuen Gebäudes titelte das Höchster Kreisblatt „32 Millionen für ein Meisterwerk“. 1986 wurde der Unterricht in der beruflichen Schule in Kriftel aufgenommen, die sich 1988 mit einem Konferenzbeschluss den Namen Konrad-Adenauer-Schule gab.

### Wachstum und Entwicklung der Konrad-Adenauer-Schule
Das Spektrum der Konrad-Adenauer-Schule wurde in den folgenden Jahren ergänzt durch die Zweijährige Schulische Ausbildung für das Fremdsprachensekretariat, die Fachoberschule für Wirtschaft in der Form B, die Höhere Handelsschule und die wieder aufgenommene Unterrichtung der Verwaltungsfachangestellten, die Zweijährige Berufsfachschule für den medizinischen Bereich und die Einrichtung der Fachoberschule der Form A, mittlerweile die Vollzeitschulform mit den weitaus meisten Schülern an der Konrad-Adenauer-Schule. Hinzu kamen der IT-Bereich sowie die Ausbildung im Hotel- und Gaststättengewerbe.
Für den Hotel- und Gaststättenbereich erhielt die Schule 2004 einen Anbau mit professioneller Restaurantküche und dem Restaurant „Lago“.
Da die gewachsene Schule mehr Unterrichtsräume brauchte, wurde ein Erweiterungsbau errichtet; das George-Marshall-Haus mit dem Selbstlernzentrum und der Mensa im Erdgeschoss wurde 2011 eröffnet. Den bisherigen Abschluss erhielt das bauliche Ensemble im Halbrund um den Teich durch die Turnhalle, die von der Konrad-Adenauer-Schule sowie von Krifteler Vereinen genutzt wird.
Von 2015 bis 2020 hat sich die Konrad-Adenauer-Schule mit der Schulform: „InteA – Integration durch Anschluss und Abschluss“ aktiv für die Beschulung von geflüchteten Schülerinnen und Schülern beteiligt und diese durch Deutschunterricht und beruflicher Orientierung an gesellschaftlicher Teilhabe vorbereitet.
Seit 2021 nimmt die Konrad-Adenauer-Schule am Modellprojekt „BÜA – Berufsfachschule zum Übergang in Ausbildung“ teil und setzt damit noch stärker auf die berufliche Orientierung junger Menschen. Mit dieser Schulform werden die Bildungsgänge zur Berufsvorbereitung und die zweijährige Berufsfachschule ersetzt.
Die Arbeitsweise und die aktuellen Schwerpunkte der Konrad-Adenauer-Schule können dem Leitbild und dem Schulprofil entnommen werden.

### Schulleiterinnen/Schulleiter
| seit 2018          | Dr. Julia Klippel  |
| 2017–2018          | Peter Muhl         |
| 2013–2017          | Stefanie Philipp   |
| 2012–2013          | Peter Muhl         |
| 2003–2011          | Wolfgang Kollmeier |
| 1992–2003          | Emil Pohl          |
| 1983–1992          | Heinz Stegmann     |
| In der Aufbauphase | Heinz Mohr         |